# Episodi di PJ Masks - Superpigiamini (quinta stagione)
La quinta stagione della serie animata Pj Masks - Super pigiamini è trasmessa negli Stati Uniti su Disney Junior a partire dal 13 agosto 2021 al 18 novembre 2022.
In Italia la stagione ha debuttato sulla piattaforma di streaming Disney+ il 15 dicembre 2021.
| n.  | Titolo originale                          | Titolo italiano                                  | Prima TV USA      | Prima TV Italia  |
| --- | ----------------------------------------- | ------------------------------------------------ | ----------------- | ---------------- |
| 1a  | Ninja Power Up                            | Potenziamento Ninja                              | 13 agosto 2021    | 15 dicembre 2021 |
| 1b  | Ninja Power Up                            | Potenziamento Ninja                              | 13 agosto 2021    | 15 dicembre 2021 |
| 2a  | Luna Goes Too Far                         | Lunetta oltrepassa il limite                     | 20 agosto 2021    | 15 dicembre 2021 |
| 2b  | Owly Tricks                               | Le acrobazie di Piuma                            | 20 agosto 2021    | 15 dicembre 2021 |
| 3a  | Newton the Destructor                     | Newton il distruttore                            | 27 agosto 2021    | 15 dicembre 2021 |
| 3b  | Luna Kazoomer                             | Il razzo di Lunetta                              | 27 agosto 2021    | 15 dicembre 2021 |
| 4a  | Baddie Bots                               | Robot-Feroci                                     | 3 settembre 2021  | 15 dicembre 2021 |
| 4b  | Newton and the Animals                    | Newton e i cuccioli                              | 3 settembre 2021  | 15 dicembre 2021 |
| 5a  | Octobella Strikes Again                   | Octobella colpisce di nuovo                      | 10 settembre 2021 | 23 febbraio 2022 |
| 5b  | Octobella on the Loose                    | Octobella in libertà                             | 10 settembre 2021 | 23 febbraio 2022 |
| 6a  | Teeny Weeny to the Rescue                 | Minuscolo mini-ninja in soccorso                 | 17 settembre 2021 | 23 febbraio 2022 |
| 6b  | Invisible Munki-gu                        | Munki-Gu invisibile                              | 17 settembre 2021 | 23 febbraio 2022 |
| 7a  | Orticia Blooms                            | La nascita di Ortica                             | 24 settembre 2021 | 23 febbraio 2022 |
| 7b  | Orticia and the Pumpkins                  | Ortica e le zucche                               | 24 settembre 2021 | 23 febbraio 2022 |
| 8a  | Pirate Robot                              | Robo-Pirata                                      | 8 ottobre 2021    | 23 febbraio 2022 |
| 8b  | Owlette, The Pirate Queen                 | Gufetta, regina pirata                           | 8 ottobre 2021    | 23 febbraio 2022 |
| 9a  | Meet The Speedy Twins                     | Trucchi magici di Gattoboy                       | 19 novembre 2021  |                  |
| 9b  | Meet The Speedy Twins                     | Geco il coccodrillo                              | 19 novembre 2021  |                  |
| 10a | The Camping Trip                          | Notte in campeggio                               | 7 gennaio 2022    |                  |
| 10b | Pondweed Party                            | La festa delle alghe                             | 7 gennaio 2022    |                  |
| 11a | A Percival Problem                        | Problemi con Percival                            | 18 febbraio 2022  |                  |
| 11b | Luna Girl's Sleepover                     | Il pigiama parti di Lunetta                      | 18 febbraio 2022  |                  |
| 12a | Dragon Dance                              | La Danza del Drago                               | 18 marzo 2022     |                  |
| 12b | An Yu and the Cave Stones                 | An Yu e le pietre della caverna                  | 18 marzo 2022     |                  |
| 13a | Midnight Snack Attack                     | Potere Pirata - Attacco col panino di mezzanotte | 8 aprile 2022     |                  |
| 13b | The Voyage of the Golden Asteroid         | Potere Pirata - Il viaggio dell'asteroide d'oro  | 8 aprile 2022     |                  |
| 14a | Carly and Cartoka                         | Potere animale - Carly e Cartoka                 | 15 aprile 2022    |                  |
| 14b | Carly and Cartoka                         | Potere animale - Carly e Cartoka                 | 15 aprile 2022    |                  |
| 15a | The PJ Riders                             | I PJ Rider                                       | 22 aprile 2022    |                  |
| 15b | Flashcar in the Sky                       | Flashcar nel cielo                               | 22 aprile 2022    |                  |
| 16a | Luna's Mega Moth                          | La megafalena di Lunetta                         | 6 maggio 2022     |                  |
| 16b | Captain Pirate Robot                      | Potere Pirata - Capitano Robo-Pirata             | 6 maggio 2022     |                  |
| 17a | Crash Track Trick                         | Potere animale - trucco nella pista da schianto  | 17 giugno 2022    |                  |
| 17b | Gekko's Speedy Lizard                     | Potere animale - un super rettile super veloce   | 17 giugno 2022    |                  |
| 18a | Night Ninja's School of Ninja Naughtiness | La Scuola di malefatte del ninja della notte     | 8 luglio 2022     |                  |
| 18b | The Jolly Ninjalino                       | Il mini ninja Jolly                              | 8 luglio 2022     |                  |
| 19  | The Power of Mystery Mountain             | Il potere della montagna misteriosa              | 26 agosto 2022    |                  |
| 20a | Slow and Sneaky                           |                                                  | 9 settembre 2022  |                  |
| 20b | The PJ Riders Save the Day                |                                                  | 9 settembre 2022  |                  |
| 21a | Moon Marooned                             |                                                  | 16 settembre 2022 |                  |
| 21b | Newton and the Star Splat                 |                                                  | 16 settembre 2022 |                  |
| 22a | Trick or Treat                            |                                                  | 25 settembre 2022 |                  |
| 22b | Trick or Treat                            |                                                  | 25 settembre 2022 |                  |
| 23a | Heroes of the Road                        | Eroi Della Strada                                | 21 ottobre 2022   |                  |
| 23b | Heroes of the Road                        | Eroi Della Strada                                | 21 ottobre 2022   |                  |
| 24a | Heroes of the Road                        | Eroi Della Strada Parte 2                        | 21 ottobre 2022   |                  |
| 24b | Heroes of the Road                        | Eroi Della Strada Parte 2                        | 21 ottobre 2022   |                  |
| 25a | Newton's Discovery                        |                                                  | 11 novembre 2022  |                  |
| 25b | Romeo's Pirate Trap                       |                                                  | 11 novembre 2022  |                  |
| 26a | Luna's Moon Attack                        |                                                  | 18 novembre 2022  |                  |
| 26b | Luna's Moon Attack                        |                                                  | 18 novembre 2022  |                  |